# Android Oreo
Android Oreo (kódové označení Android O) je verze operačního systému Android. API Androidu Oreo 8.0 je 26, 8.1 je 27. Verze byla pojmenována podle sušenek Oreo.
V červenci 2018 disponovalo verzí Oreo 12,1 % zařízení s Androidem.

## Funkce
Některé nové funkce:
- Nové uživatelské prostředí
- Android Go
- Větší bezpečnost
- Nové okruhlé emodži